# Dimetilaminoacetonitrilo
El dimetilaminoacetonitrilo, conocido también como dimetilcianocacetamida o N,N-dimetilglicinonitrilo, es un compuesto orgánico de fórmula molecular C4H8N2.
Su estructura corresponde a una amina terciaria, estando el átomo de nitrógeno unido a dos grupos metilo además de a un grupo acetonitrilo (-C-C≡N).

## Propiedades físicas y químicas
A temperatura ambiente, el dimetilaminoacetonitrilo es un líquido transparente e incoloro con un olor característico a pescado.
Tiene su punto de fusión a -3 °C, mientras que su punto de ebullición es de 138 °C.
Posee una densidad inferior a la del agua (0,863 g/cm³), siendo algo soluble en ésta.
El valor del logaritmo de su coeficiente de reparto, logP = -0,39, denota una solubilidad mayor en disolventes polares como el agua que en 1-octanol.
Este nitrilo es incompatible con agentes oxidantes fuertes.

## Síntesis y usos
El dimetilaminoacetonitrilo puede prepararse a partir de trimetilamina y cianuro de sodio. Esta reacción necesita como reactivo dióxido de cloro y como disolventes acetonitrilo y agua; el pH debe mantenerse en torno a 12.
Este método consigue un rendimiento de aproximadamente el 67%.
Otra vía de síntesis de este nitrilo es por reacción entre el cianuro de trimetilsililo y la correspondiente metoximetilamina (1-metoxi-N,N-dimetilmetanamina), alcanzándose un rendimiento del 94%.
El dimetilaminoacetonitrilo puede también obtenerse a partir de la dimetilamina, a la que se incorpora lentamente formaldehído, cuidando que la temperatura no exceda de 25 °C; después se añade cianuro sódico y, posteriormente, ácido clorhídrico. Con este procedimiento se obtiene como subproducto 2-(dimetilamino)acetamida.
El dimetilaminoacetonitrilo ha sido empleado en la síntesis de dimetilaminotiacetamida; esta reacción utiliza como reactivos H2S y NH3, y etanol como disolvente.
Asimismo se ha usado para la síntesis de α-dimetilamino-β-oxonitrilos.
Por otro lado, se ha propuesto su empleo para inhibir la formación de óxidos de cobre sobre superficies de este metal, poniendo en contacto la superficie de cobre con un ligando bifuncional que contenga un grupo nitrilo y un grupo amino terciario, como es el caso del dimetilaminoacetonitrilo.

## Precauciones
El dimetilaminoacetonitrilo es un compuesto combustible —tanto en forma líquida como su vapor— cuyo punto de inflamabilidad es 36 °C.
Al arder puede desprender gases nocivos como óxidos de nitrógeno, monóxido de carbono y cianuro de hidrógeno.
Es un producto muy tóxico si se ingiere o si entra en contacto con la piel y, aunque tiene un efecto irritante moderado, en los ojos puede ocasionar irritación severa.